# Триполи (Ливан)
Вижте пояснителната страница за други значения на Триполи.
Триполи (на арабски: طرابلس – Тараблус) е вторият по население град в Ливан.

## География
Градът е втори по население в страната със 188 958 жители (2008). Мнозинството от жителите са сунитски мюсюлмани (приблизително 80%), православни християни (приблизително 10%) и алауити (приблизително 9%).
Разделен е на 2 района – на пристанището Ел Миня и на същинския град Триполи.

## История
Триполи последователно се контролира от Персия, Римската империя, арабите, кръстоносците, мамелюците и Османската империя. През 12 век на това място кръстоносците основават Графство Триполи.

## Побратимени градове
- Неапол, Италия
- Дамаск, Сирия
- Ларнака, Кипър
- Фару, Португалия